# لياندرو كارفاليو دا سيلفا
لياندرو كارفاليو دا سيلفا (بالبرتغالية: Leandro Carvalho da Silva) هو لاعب كرة قدم برازيلي، ولد في 10 مايو 1995 في بليم في البرازيل. لعب مع بوتافوغو ريغاتاس.

## وصلات خارجية
- لياندرو كارفاليو دا سيلفا على موقع قاعدة بيانات كرة القدم.إي يو (الإنجليزية)
- لياندرو كارفاليو دا سيلفا على موقع Soccerway.com (الإنجليزية)